# Льодовий палац імені Лайоша Вакара
Льодовий палац імені Лайоша Вакара  (угор. Vákár Lajos Műjégpálya, рум. Patinoarul Lajos Vákár) — льодова арена у місті М'єркуря-Чук, Румунія.

## Історія
27 січня 1971 року льдовий палац спорту був збудований у М'єркуря-Чук. 
Поряд з будівлею льодового палацу знаходиться відкрита ковзанка, збудована у 1952 році.
У 1999 році був названий на честь засновника та легенди місцевого хокейного клубу «Чиксереда» Лайоша Вакара.